# Jean-Louis Destouches
Jean-Louis Destouches, né le 9 décembre 1909 dans le 5e arrondissement de Paris et mort le 28 octobre 1980 à Tours, est un physicien et philosophe de la physique français.

## Biographie
À partir de 1929, il suit les cours d’Émile Borel, Jean Perrin, Marie Curie, Irène Joliot-Curie, et surtout Louis de Broglie. Sa thèse de doctorat, soutenue en 1933, porte sur les théories de la « superquantification » (connues de nos jours sous le nom de théories de la « seconde quantification »).
Chargé de recherche CNRS en 1936, il entame une réflexion sur les fondements de la physique. Il entreprend entre 1938 et 1942 de reconstruire la théorie quantique comme branche d’une « théorie générale de la prévision ». Il démontre que si la mécanique quantique utilise une fonction d'onde Ψ, et une équation d'onde (l'équation de Schrödinger), ce n'est pas forcément parce qu'elle décrit des ondes réelles associées aux corpuscules. Cela peut être seulement parce qu'elle porte sur des résultats d'expérience ne pouvant pas être rendus indépendants de l'ordre des mesures, et que les prévisions probabilistes qui portent sur ce genre de résultats ont nécessairement une forme ondulatoire.
En 1952, Jean-Louis Destouches suit attentivement le tournant de la pensée de Louis de Broglie, qui rejette désormais l’interprétation standard de la mécanique quantique. Louis de Broglie veut à l’époque (re-)formuler sa « théorie de la double solution » (corpusculaire et ondulatoire) qui va permettre, espère-t-il, de remplacer la mécanique quantique par une théorie se prêtant à une interprétation réaliste. Jean-Louis Destouches reste pour sa part attaché à l'interprétation standard de la théorie quantique, proche de l'instrumentalisme, mais il s'attache à comprendre les idées de Broglie à sa manière. Il formule pour cela sa propre lecture de la théorie de la double solution, en distinguant l’onde « physique » u associée à un corpuscule, et l’onde « prévisionnelle » Ψ, utilisée par la mécanique quantique. Dans le même temps, Destouches cherche à appliquer sa théorie générale de la prévision à des domaines extérieurs à la physique, y compris l’économie.
À partir de 1941, il enseigne la physique mathématique ainsi que la logique et la méthodologie des sciences, à l’université de Paris et dans des écoles d’ingénieurs.
Il était docteur ès sciences et ès lettres, professeur émérite de l'Université de Paris, et a été vice-président de l'Académie internationale de philosophie des sciences.
Il a été marié avec Paulette Destouches-Février, philosophe et physicienne, avec laquelle il a mené plusieurs travaux, puis avec Florence Aeschlimann docteur en physique.

## Parcours
- 1929: étudiant de la Faculté des sciences de Paris.
- 1930: licence de sciences physiques.
- 1932: boursier de recherche.
- 1933: doctorat ès sciences physiques.
- 1936: chargé de recherche au CNRS.
- 1937: chargé du cours Peccot du Collège de France.
- 1938: doctorat ès lettres.
- 1941: chargé de cours de physique mathématique à la Faculté des sciences de Paris.
- 1942: chargé de cours de logique et méthodologie des sciences à la Faculté des lettres de l'Université de Paris.
- 1945: maître de conférence à la Faculté des sciences de Paris.
- 1950: professeur à la Faculté des sciences de Paris[6].

## Publications
- État actuel de la théorie du neutron, Paris, 1932.
- Les principes de la mécanique générale, 1934.
- Recherches sur les mécaniques ondulatoires et la superquantification en vue d'une mécanique générale, thèse de doctorat, 1934.
- Le rôle des espaces abstraits en physique nouvelle, 1935.
- La cinétique opératorielle, 1936.
- Les électrons lourds (mésotons), 1938.
- Essai sur la forme générale des théories physiques, Cluj-Napoca, Roumanie, Institutul de arte grafice, 1938.
- Physique moderne et philosophie, Paris, Hermann, 1939.
- Corpuscules et systèmes de corpuscules, Paris, Gauthier-Villars, 1941.
- Principes fondamentaux de physique théorique, Paris, Hermann, 1942[7].
- Cours de logique et méthodologie des sciences, Faculté des lettres de Paris, 1943.
- Sur l'interprétation physique de la mécanique ondulatoire, avec Paulette Destouches-Février, Comptes-rendus hebdomadaires des séances de l'Académie des sciences, 1946.
- Principes de la mécanique classique, 1948.
- Les prévisions en physique moderne, 1949.
- Cours de logique et philosophie générale, 1950.
- Les thèses fondamentales de l'idonéisme, in: Etudes de philosophie des sciences en hommage à Ferdinand Gonseth, Bibliothèque scientifique 20, série Dialectica, Genève, Editions du Griffon, 1950.
- État actuel de la question du déterminisme en physique, 1953.
- Retour sur le passé, in: Louis de Broglie, physicien et penseur, par André George, Paris, Albin-Michel, 1953.
- Méthodologie, notions géométriques, 1953[8].
- Etat actuel de la question du déterminisme en physique, conférence du Palais de la découverte, 1954.
- La mécanique des solides, Que sais-je, Paris, PUF, 1956.
- La quantification en théorie fonctionnelle des corpuscules, 1956.
- Corpuscules et champs en théorie fonctionnelle, 1958.
- Les systèmes de corpuscules en théorie fonctionnelle, avec Florence Aeschlimann, Paris, Hermann, 1959.
- Leçons sur le champ fondamental, 1961.
- Éléments de cinématique, 1961.
- La physique mathématique, Que sais-je, Paris, PUF, 1964[9].
- La mécanique élémentaire, 1967.
- Qu'est-ce que la physique mathématique?, 1967.
- Problèmes de physique mathématique moderne, avec Florence Aeschlimann, Paris, Gauthiers-Villars, 1969.
- Systèmes et prévisions, 1977.
- La mécanique ondulatoire, Que sais-je no 311, Paris, PUF, 1981.